# Quadrasiella
Quadrasiella is een geslacht van weekdieren uit de klasse van de Gastropoda (slakken).

## Soorten
- Quadrasiella clathrata Möllendorff, 1894
- Quadrasiella mucronata Möllendorff, 1894